# Джо Волтон
Джо Волтон (англ. Jo Walton; нар. 1 грудня 1964) — валлійська та канадська письменниця в стилі фентезі і наукової фантастики і поет. Вона отримала Меморіальну премію імені Джона Кемпбелла найкращому новому письменнику-фантасту 2002 р. і Всесвітню премію фентезі за роман «Клик та кіготь»  2004. Її роман «Півпенні» був спів-переможцем премії «Прометей» 2008, а роман «Життєва жила» виграв у 2010 році Міфоепічну премію.
Її роман «Серед інших» виграв премію «Неб'юла» за найкращий Роман 2011, премію «Г'юго» за найкращий роман 2012 і є одним з семи романів, що були одночасно номіновані на премії «Г'юго», «Неб'юла» і Всесвітню премію фентезі.

## Деталі біографії
Волтон народилася в Абердері, Уельс, Велика Британія. Там вона відвідувала школу. Вона прожила протягом року в Кардіффі, а потім закінчила свою освіту в школі Освестрі в Шропширі і в університеті Ланкастера. В Лондоні вона жила протягом двох років, потім у Ланкастері до 1997 року, потім у Свонсі, де вона жила до переїзду в Канаду в 2002 році.
Волтон переїхала в Монреаль, Канада, після того, як її перший роман був опублікований. Вона вийшла заміж в доктора Еммета А. О'браєна, народженого в Ірландії. Вона має одну дитину, сина на ім'я Саша Волтон.
Волтон говорить валлійською, кажучи: «це друга мова моєї сім'ї, моя бабуся була відомим валлійським ученим і перекладачем, я вивчала його в школі з п'яти до шістнадцяти років, мое володіння граматикою і словниковим запасом на рівні 10-річної дитини, але я не маю ніяких проблем з вимовою».

## Письменницька кар'єра
Волтон почала писати з 13 років, але її перший роман був опублікований лише 2000 року. До цього вона друкувалась у в ряді публікацій з рольових ігор, таких як «Піраміди», в основному у співпраці зі своїм чоловіком в той час, Кеном Волтоном. Вона також була активним членом онлайн науково-фантастичного фендому, особливо в групах мережі Usenet rec.arts.sf.written і rec.arts.sf.fandom. Її вірш «Мовчуни підтримують мене електронною поштою» широко цитується в цих групах і в інших онлайн-суперечках, часто без вказування її авторства.
Її перші три романи, «Королівський мир» (2000), «Королівське ім'я» (2001) та «Приз у грі» (2002) написані в стилі фентезі, а їх дія розгортається в одному світі, заснованому на артурівській Англії і Ірландії саги «Викрадення бика з Куальнге». Її наступний роман, «Клик та кіготь» (2003) був задуманий як роман, який міг би написати Ентоні Троллоп, але про драконів, а не про людей.
«Фартінг» став її першим науково-фантастичним романом, розташувавши жанр «затишної» містики міцно всередині альтернативної історії, в якій Велика Британія уклала мир з Адольфом Гітлером до початку участі США у Другій світовій війні. Він був номінований на премію «Неб'юла», премію «Перо» , та отримав Меморіальну премію імені Джона Кемпбелла за найкращий науково-фантастичний роман, і премію «Кружний шлях» з альтернативної історії. Продовження, «Півпенні», було опубліковане в жовтні 2007 року, а заключна книга трилогії, «Півкрони», — у вересні 2008 року. «Півпенні» виграв премію «Прометей» 2008 р. (спільно з романом Гаррі Тертлдава «Гладіатор») і був номінований на Літературну премію «Лямбда».
У квітні 2007 Говард В. Хендрікс заявив, що професійні письменники ніколи не повинні публікувати свої праці в інтернеті безкоштовно, оскільки це робить їх еквівалентом штрейкбрехерів. Волтон відповіла на це, оголосивши 23 квітня «Міжнародним днем техноселян, забруднених пікселями» (англ. International Pixel-Stained Technopeasant Day), днем, в який письменники, які не погодилися з Хендріксом, могли масово опублікувати свої твори онлайн. У 2008 році Волтон відзначила цей день, розмістивши кілька глав незакінченого сіквелу до «Клика і кігтя» — «Ті, хто надає перевагу вогню».
У 2008 році, Волтон почала писати колонку для Tor.com, в основному ретроспективні огляди старіших книг.

### Романи
- «Королівський мир» (англ. The King's Peace, жовтень 2000, Tor Books, ISBN 0-312-87229-1)
- «Королівське ім'я» (англ. The King's Name, грудень 2001 року, Tor Books, ISBN 0-312-87653-х)
- «Приз у грі» (англ. The Prize in the Game, грудень 2002 року, Tor Books, ISBN 0-7653-0263-2)
- «Клик та кіготь» (англ. Tooth and Claw, 2003, Tor Books, ISBN 0-7653-0264-0)
- «Фартінг» (англ. Farthing, серпень 2006, Tor Books, ISBN 0-7653-1421-5)
- «Півпенні» (англ. Ha'penny, (жовтень 2007, Tor Books, ISBN 0-7653-1853-9)
- «Півкрони» (англ. Half a Crown, серпень 2008, Tor Books, ISBN 978-0-7653-1621-9)
- «Життєва жила» (англ. Lifelode, лютий 2009, NESFA Press,[18] ISBN 1-886778-82-5)
- «Серед інших» (англ. Among Others, січень 2011, Tor Books, ISBN 978-0-7653-2153-4); Премія «Неб'юла» за найкращий роман 2011, Премія «Г'юго» за найкращий роман 2012, Британська премія фентезі за найкращий фентезійний роман 2012, номінант на Всесвітню премію фентезі, премію «Локус» і Міфопоетичну премію.
- «Мої справжні діти» (англ. My Real Children, Травень 2014, Tor Books, ISBN 9780765332653); Премія Джеймса Тіптрі-молодшого 2014[19], номінант на Всесвітню премію фентезі[20], номінант на премію «Аврора»[21];
- «Справедливе місто» (англ. The Just City, січень 2015, Tor Books, ISBN 9780765332660)
- «Королі-філософи» (англ. The Philosopher Kings,  червень 2015, Tor Books, ISBN 9780765332677)
- «Необхідність: Роман» (англ. Necessity: A Novel, липень 2016, Tor Books, ISBN 978-0-7653-7902-3)

### Інші роботи
- «Кельтський міф GURPS» (англ. GURPS Celtic Myth, з Кеном Волтоном, 1995, додаток до рольової гри)
- «Музи і мовчуни» (англ. Muses and Lurkers,  2001, збірка поезії, редагувала Елеонора Еванс)
- «Світи магії» (англ. Realms of Sorcery, з Кеном Волтоном, 2002, додаток до рольової гри)
- «Сивіли і кораблів» (англ. Sybils and Spaceships, книга поезії, 2009, NESFA Press)
- «Що робить цю книгу настільки чудовою», зібрані нариси і рецензії (англ. What Makes This Book So Great, 2014, Tor Books, ISBN 0-7653-3193-4)[22]

### Есе
- «Історія в основі „Півпенні“» (англ. Story behind "Ha'Penny, 2013), у «Історія в основі книги: Том 1» (англ. Story Behind the Book : Volume 1[23])